# Negligència (maltractament)
La negligència és una forma de maltractament on el responsable de tenir cura d'algú que no pot cuidar-se per si mateix, no ho fa.
La negligència pot incloure la falta de supervisió, alimentació o atenció mèdica suficients, o l'incompliment d'altres necessitats per a les quals la víctima no pot proporcionar-se. La negligència en menors pot ocasionar molts efectes secundaris a llarg termini, com ara lesions físiques, trastorns d'ansietat, baixa autoestima, trastorns d'atenció i trastorns de conducta.